# 巴黎综合症
巴黎综合症（英語：Paris Syndrome）或称巴黎症候群，原本只是指日本人在實際前往巴黎後大失所望，以至於陷入崩潰紊乱的状态；後來這個詞彙引申為熱愛法國文化的人在去完法國後的所得到的大量文化衝擊；也可引申為原本對一個人事物充滿美好的幻想，但後面被現實無情打破的心理狀態。

## 名稱及歷史
此詞彙由1991年的日本精神科醫師太田博昭提出。他在對比、總結患者的病狀時候，發現那些去過巴黎的日本人普遍都有這樣的精神狀態，實際表現為：日本人因為對巴黎存有過高的期望，誤認為法國人肯定比日本人好，但在實際接觸過巴黎這個城市後發現完全相反，巴黎人也有粗魯的一面，他們的談吐、著裝、禮儀、收入、品位均达不到日本人幻想中的要求，甚至還不如普通的日本人，患者在此現實之下倍感无助。
此徵狀在2004年後正式被歐美承認，於法国精神病学杂志《Nervure》（A. Viala, H. Ota, M.N. Vacheron, P. Martin及F. Caroli攢寫）中提及，在醫學上分類為司湯達綜合症的一種。

## 成因
患者基本都是20歲至30歲之間的富二代女性，其中絕大部分人都是因為看到或者聽到和巴黎相關的小説、電影、旅遊節目、別人的經歷，在其中產生憧憬的感覺，其中小部份的人甚至只是看了日本人所畫的漫畫就浮想聯翩，例如《凡爾賽玫瑰》。她們為了圓自己的夢而努力賺錢，用盡手段去巴黎旅遊，結果發現自己為之奮鬥了一輩子的巴黎竟然不過如此，所以才產生了難以言喻的心理創傷。
除了患者在主觀上的期待過高之外，在客觀上也有很多因素會導致该病症，例如：
- 语言障碍：很少有日本人会说真正的法语，同時亦都很少有法國人会说日语，而法國人、日本人普遍的英文都不太好，在法日兩國人無法正常溝通之下就誤以為對方在討厭、攻擊自己。
- 文化不同：以嚴謹、禮貌的教育為第一位的日本人，遇到隨性熱情的國家的人對他們進行的一些舉動時，會覺得他們的言行過於粗魯，不符合日本人文化中所認為的“優雅”，加上住在巴黎的白人、拉丁人、吉普賽人、黑人和伊斯蘭教徒的舉止行為均不同，如果把這些人全部視為“巴黎人”的話，那巴黎則會被檢視出更多缺點。
- 厭煩疲憊：在長時間的飛機旅行中感到疲勞、心情煩躁，加上旅行團過於緊密的行程、被偷竊物品、或者不能適應時差和美食，在這好幾重的心理壓力下對任何事物都會帶上負面濾鏡，令部份人士對巴黎產生絕頂的厭惡感。
- 認知失調：患者原本就对一些事情，例如愛情、明星等有著過度理想化的傾向，但是因為其它的事情沒法像巴黎一樣有效驗證，所以不了了之，而巴黎是第一個以實際證據的形式打醒她們幻想的案例。